# Spire (ville)
Pour les articles homonymes, voir Spire.
Spire (en allemand : Speyer, /ˈʃpaɪ̯ɐ/) est une ville portuaire fluviale située sur le Rhin au sud du Land de Rhénanie-Palatinat et possédant le statut de ville-arrondissement.
Le Conseil de l'Europe lui décerne le prix de l'Europe de 1999.

## Histoire
| Appartenances historiques Principauté épiscopale de Spire 888-1294 Saint-Empire (Ville libre) 1294-1797 République cisrhénane (Mont-Tonnerre) 1797-1802 République française (Mont-Tonnerre) 1802-1804 Empire français (Mont-Tonnerre) 1804-1813 Royaume de Bavière 1815-1918 Empire allemand 1871-1918 République de Weimar 1918-1933 Reich allemand 1933-1945 Allemagne occupée 1945-1949 Allemagne de l'Ouest 1949-1990 Allemagne 1990-présent |

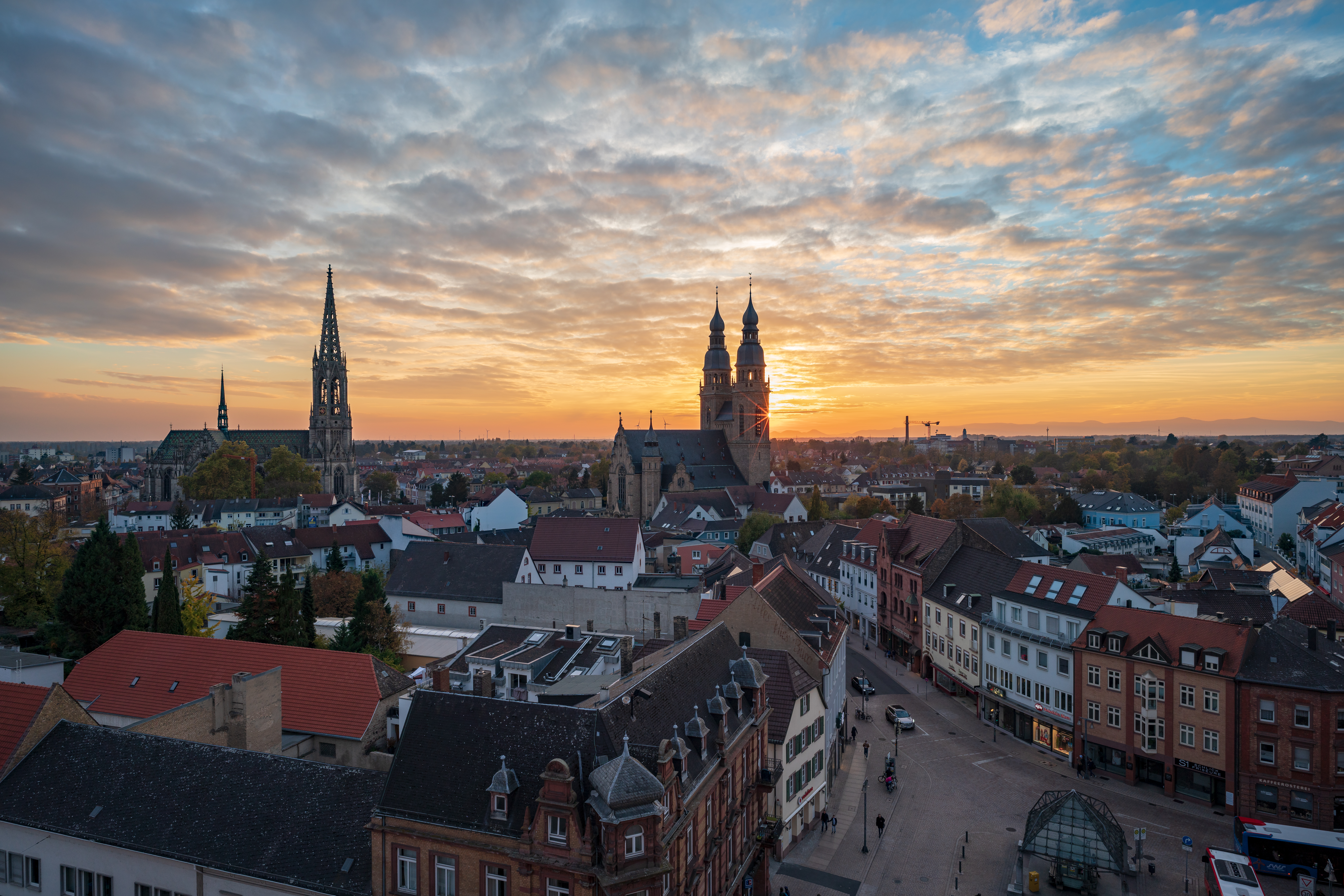
Spire vue de la tour de la Altpörtel, les toits de la vieille ville, l'église de la Commémoration (Spire), le Soleil se couche derrière l'église Saint Joseph. Novembre 2018.

Spire est une ancienne ville impériale, dont l'imposante cathédrale romane est l'un des monuments majeurs de l'art du Saint-Empire romain germanique.
Cette cathédrale a été, pendant près de trois cents ans, le lieu de sépulture de huit rois et empereurs allemands.

### Celtes, Romains et Germains

#### Époque pré-romaine
Des traces d’occupation préhistorique ont été trouvées dans la région de Spire. Si ces traces sont très rares (restes de céramiques à Schöneck) pour la période néolithique (6000 av. J.-C.), des restes de sépultures de l’âge de bronze (2000 jusqu’à 800 av. J.-C.) ont été découverts dans la zone du centre-ville. Deux centres d’occupation de l’âge de bronze tardif ont été retrouvés dans la zone de l’Armbrustraße/Johannesstraße (centre-ville) et dans les environs de Vogelgesang/Germansberg (sud de Spire). Il devait s’agir de deux hameaux ou d’un regroupement de quelques fermes.
L’existence d’habitat et d’occupation humains a également pu être prouvée pour la période du bronze (à partir de 800 av. J.-C.). Pour l’âge de fer, ou l’âge de La Tène (environ 450 av. J.-C.), des restes d'habitat ont également été découverts dans les environs des anciens établissements horticoles municipaux (St. Klara-Kloster-Weg) et à l’endroit de l’actuelle Johannesstrasse. Toutefois, on ne peut parler aussi pour la période de l’âge de fer que de petits hameaux ou regroupements de quelques fermes, il n’existait pas à cette époque à Spire de cité ou village à proprement parler.

#### Période romaine
L’histoire de Spire en tant que cité commence avec la conquête romaine. Un premier poste militaire est mis en place vers l’an 12 et jusqu'en 8 av. J.-C. Il s’agit d’un camp militaire romain d’une superficie de deux hectares environ, abritant une garnison de deux cents à trois cents hommes, vite accompagnée, aux alentours, d'une petite agglomération civile.
Afin d’assurer la protection et le ravitaillement en produits agricoles, les Romains favorisent l’implantation de tribus lassées des attaques incessantes de leurs voisins germains, comme les Triboques dans la région de l’Alsace actuelle (Brocomagus : Brumath), des Vangions dans les environs de Worms (Borbetomagus), et d’autres tribus celtiques d'outre Rhin comme les Némètes, précisément autour de Spire dans le Palatinat. À cette époque, la population celte reste cependant relativement peu nombreuse dans la région.
Le petit camp romain d’origine est remplacé entre l’an 10 et 17 apr. J.-C. par une installation plus importante. Le nouveau camp romain est suffisamment grand pour accueillir une unité auxiliaire, soit cinq cents hommes. À ce camp s’ajoute une agglomération civile importante (vicus) qui dispose d’un bâtiment de marché central, construit vers l’an 30 apr. J.-C., ce qui prouve qu’à l’époque de l’empereur Tibère ce vicus possède déjà un droit de marché.
Entre l’an 30 et 35 apr. J.-C., ce deuxième campement romain est à son tour remplacé par un nouveau camp, situé entre la Schustergasse et la Heydenreichstrasse. Très peu de preuves concrètes concernent ce camp, supposé avoir existé jusqu’en 72, époque où les troupes militaires romaines quittent la ville. Le camp est alors abandonné, puis rasé.
En l’an 83 apr. J.-C. la province de Germanie supérieure (Germania superior), et le vicus de Spire, du nom celtique Noviomagus Nemetum, devient siège de l’administration du district. La population de cette colonie peut avoir atteint 10 000 habitants lors de sa plus grande expansion. La cité de Noviomagus est plusieurs fois mentionnée, en particulier dans la table de Peutinger (Tabula Peutingeriana), une carte datant du IIIe siècle. Noviomagus atteint aux IIe et IIIe siècles une surface d’environ 25 hectares, ce qui en fait une ville moyenne d’une certaine importance, disposant d'un amphithéâtre.

#### Les invasions barbares
À la fin du IIIe siècle, la ville est complètement détruite par les invasions des Alamans, et reconstruite au début du IVe siècle sur un tiers de sa surface primitive. Le Rhin redevient frontière de l’Empire romain, Noviomagus est mentionnée alors comme Nemetæ. En l’an 352 apr. J.-C., les attaques des Germains reprennent. Sous Valentinien Ier (365-375), la Spire romaine vit ses heures de gloire, et un mur d’enceinte est construit autour de la ville, dont des vestiges sont encore visibles dans les jardins des archives situées près de la cathédrale.
Vers le milieu du Ve siècle, des colonies franques s’installent autour de Spire, Winternheim sur la zone de l’actuel quartier Vogelgesang, Altspeyer sur l’emplacement des anciens établissements horticoles municipaux (St. Klara Kloster Weg). Vers l’an 800, le nom de Spire commence à faire son apparition, indice d’un métissage entre la population romanisée et les Francs au pouvoir à partir de l’an 506. Dans les documents officiels, la dénomination Nemetæ vel Spira est utilisée jusqu’au Xe siècle.

### Moyen Âge

#### Empereurs et évêques
À partir de l’an 614, la présence de l’évêque Hilderich est prouvée. Des traces de nomination en l’an 343 d’un évêque Jesse ont été retrouvées. Des résultats de fouilles prouvent la présence ancienne d’une communauté chrétienne, mais aucune église épiscopale n’a pas pu être trouvée dans des fouilles archéologiques. Cette église est supposée se trouver dans la zone de l’actuelle cathédrale, à l'emplacement du centre de la cité romaine et du bas Moyen Âge.
C’est à l’abbaye de Spire qu’Agnès d'Aquitaine prend le voile en 1062, après le conflit avec la papauté.
Pendant les VIIe et VIIIe siècles, Spire joue un rôle secondaire, et sa fonction économique reste régionale. C’est seulement à partir du Xe siècle qu'est avérée la présence d’un château impérial, dans les environs du complexe de l’ancienne mairie du haut Moyen Âge.
L’extension de la ville en tant que telle commence avec l’élection du roi salien Conrad II en l’an 1024. La période du Xe au XIVe siècle est l’une des plus marquantes et la plus brillante de son histoire. C’est aussi la période de son indépendance, bien que Spire n’ait jamais eu les mêmes droits que d’autres cités impériales libres, une période qui commence par le soutien de l’empereur salien aux XIIe et XVe siècles, et se termine avec le règne de l’empereur Sigismond (r. 1410-1437).
Pendant la période de l’expansion salienne, la cathédrale se construit (commencement des travaux en 1027-1030) et l’attribution des privilèges sous le règne de Henri V en 1111. En 1168, Philippe de Souabe autorise les bourgeois à élire douze des leurs : c’est l’acte de naissance du conseil municipal spirois (un des plus anciens au nord des Alpes).
Le 27 décembre 1146, Bernard de Clairvaux vient à Spire prêcher la deuxième croisade devant l'empereur Conrad III qui, séduit par l'homme, « se croise » aussitôt.
C'est à Spire que Richard Cœur de Lion est traduit devant la diète en présence de l'empereur germanique Henri VI après son arrestation à Vienne par Léopold V d'Autriche au retour de la troisième croisade.
De 1459 à 1462, Spire doit participer à un conflit armé du Palatinat, cette fois dans le cadre de la guerre du Palatinat et le conflit ecclésiastique de Mayence contre Kurmainz.
En 1477, Katherina Hetzeldorfer est noyée dans le Rhin en raison de son homosexualité.

#### Droit de cité
Au début du XIIIe siècle, la ville reçoit son premier droit de cité. Au début du XIVe, la ville se délivre du pouvoir épiscopal et à partir du milieu du XIVe siècle des corporations.
Au XVe siècle, Speyer est un centre important de fabrication du drap. La garance, plante utilisée en teinturerie, est plantée en grandes quantités autour de Spire, et la garance spiroise, « Speyerer Röte » est alors une référence. Environ 15 % de la population, soit 1 500 personnes, travaillent pour la fabrication du drap. À partir de la fin du XVe siècle, Spire dispose de nombreuses imprimeries des familles Drach, Hist, Biber et Schmidt. Peter Drach, le Vieux et le Jeune, sont trois générations d’imprimeurs des plus connus, qui vendent leurs livres dans tout l’Empire.

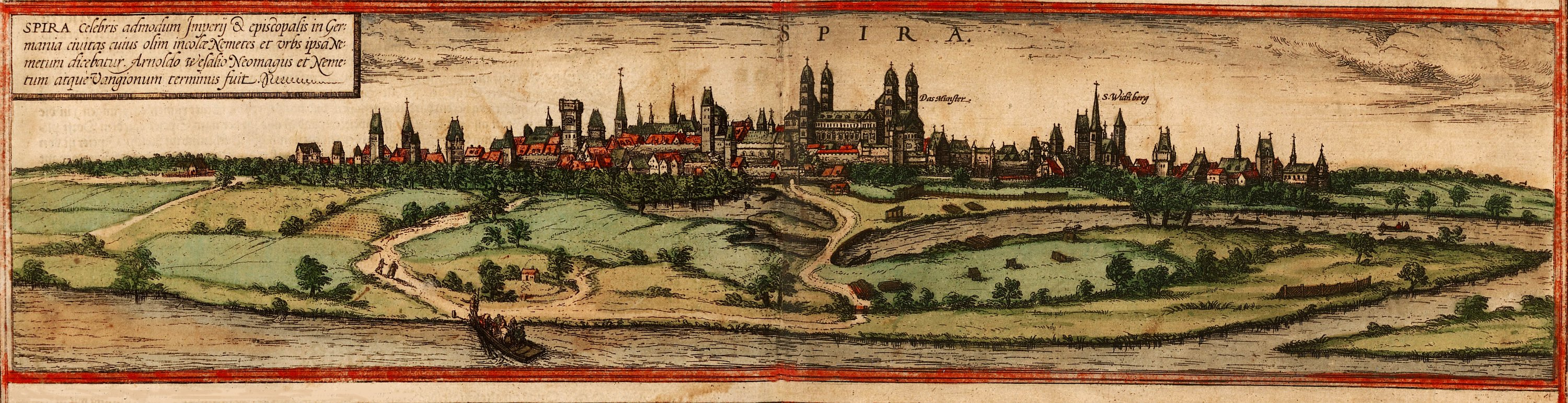
Spire c.1570 (gravure de Franz Hogenberg).

#### Communauté juive
Les populations juives, depuis 1084, et les Frisons, représentent au Moyen Âge (des XIe et XIIe siècles) les principaux marchands (negotiatores manentes), où les deux diaspora bénéficient de l'immunité de la cathédrale. Le bain des Juifs, qui servait aux ablutions rituelles, fut aménagé au XIIe siècle dans la Maison des Juifs (Judenhof), le centre du quartier juif au Moyen Âge, par des ouvriers engagés pour la construction de la cathédrale.

### Naissance du protestantisme à Spire
Les bourgeois de Spire adoptent rapidement les idées de la Réforme, même si la ville ne reconnaît pas officiellement la nouvelle croyance. La présence de la cour de justice impériale de 1526 jusqu’à 1689 dans la ville de Spire joue certainement un rôle dans ce domaine. En 1526, la première diète de Spire (voir aussi : Diète de Spire) laisse à chaque prince allemand une certaine liberté religieuse.
Pendant le XVIe siècle, une série de diètes impériales (Reichstagen) se tiennent aussi à Spire, en particulier la diète du protestantisme (Protestationsreichstag) en 1529, qui a donné son nom à l’église protestante. Cette seconde diète rend des conclusions moins permissives, qui déplaisent aux disciples de Martin Luther. Ceux-ci protestent et deviennent donc protestants. Entre 838 et 1570, cinquante diètes impériales se tiennent à Spire.

### Guerre de Succession

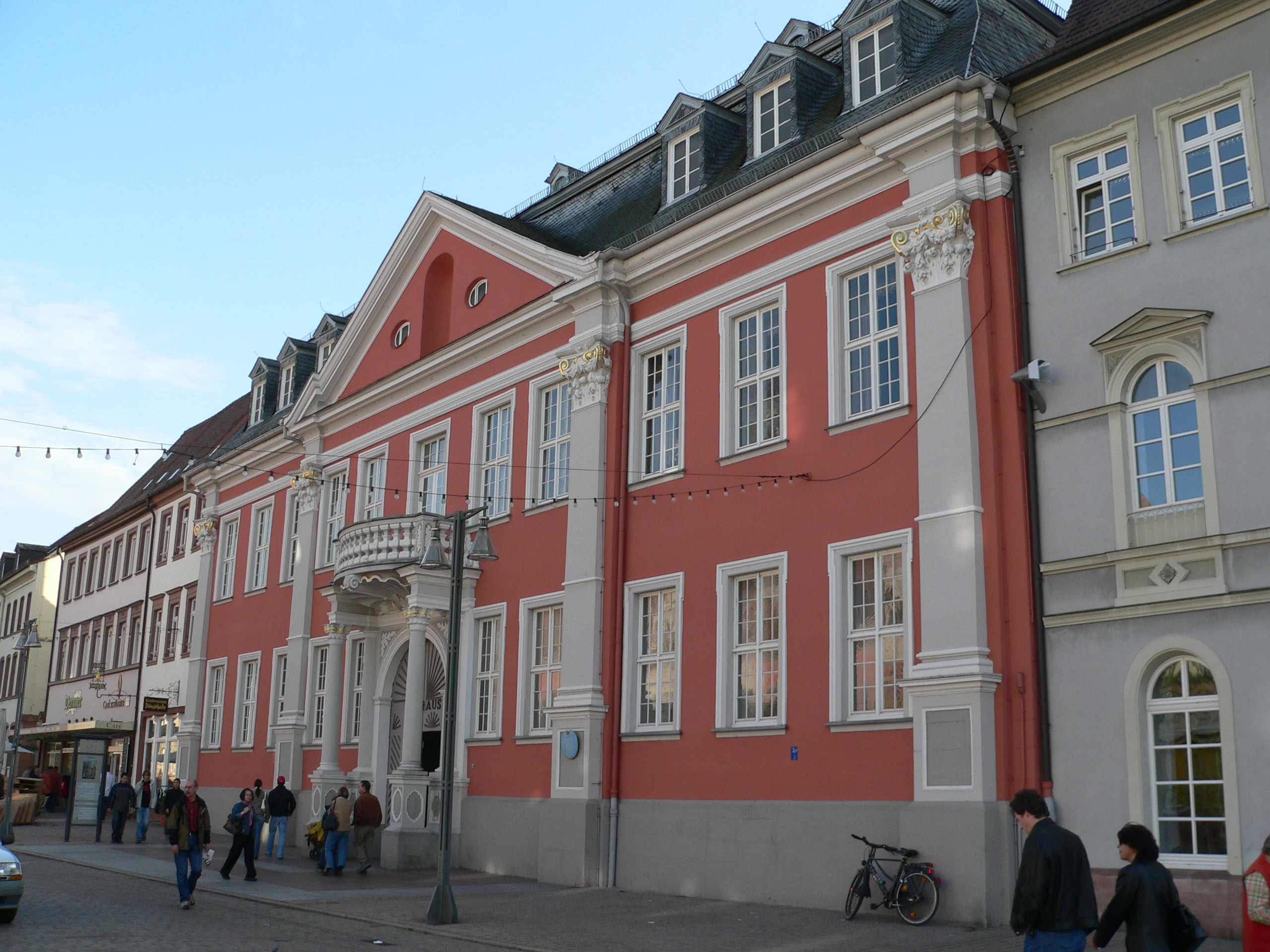
L’ancienne mairie.

En 1689, lors des guerres de Succession du Palatinat, la cathédrale et la ville sont presque totalement incendiées par Ezéchiel de Mélac et les troupes françaises de Louis XIV, les tombeaux des empereurs étant alors profanés. Dix ans après, les habitants sont autorisés à se réinstaller dans la ville détruite. Tous les bâtiments historiques sont construits lors de cette période, à partir de 1700, comme la mairie, l’église de la Trinité, la maison des marchands sur la place de l’ancien marché et de nombreuses maisons bourgeoises.
Au vu de l’attitude récalcitrante de la population, le prince-évêque et cardinal, Damien de Schönborn-Buchheim, décide de transférer sa résidence à Bruchsal, et ne fait construire à Spire que sa résidence d’été.
L'ancienne mairie de Spire fut érigée par Johann Adam Breunig pendant 1712 et 1726.

### Spire sous-préfecture de département français
Le 30 septembre 1792, Spire est prise une première fois par les troupes révolutionnaires françaises (général Custine). Après 1796, la ville reste française jusqu’en 1814, en tant que sous-préfecture du département du Mont-Tonnerre, la préfecture étant à Mayence (Mainz).
Après la chute de l’Empire napoléonien en 1814, Spire se trouve sous la tutelle du royaume bavarois, et reste jusqu’en 1938 siège du district du Palatinat.
Au début du XIXe siècle, et même dès le XVIIIe, les restes des fortifications entourant la ville sont enlevés et de nombreuses ruines d’églises définitivement rasées. Lors de la période bavaroise sont construits de nombreux monuments, dont l’église de la Commémoration (Gedächtniskirche) et le musée historique du Palatinat.

## Lieux et monuments
- Cathédrale de Spire.
- Église de la Commémoration (Spire).
- Musée des techniques plutôt orienté transports : des trains à vapeur au Boeing 747, au Tupolev en passant par les vespas, les voitures et les sous-marins.
- Musée historique du Palatinat, près de la cathédrale.

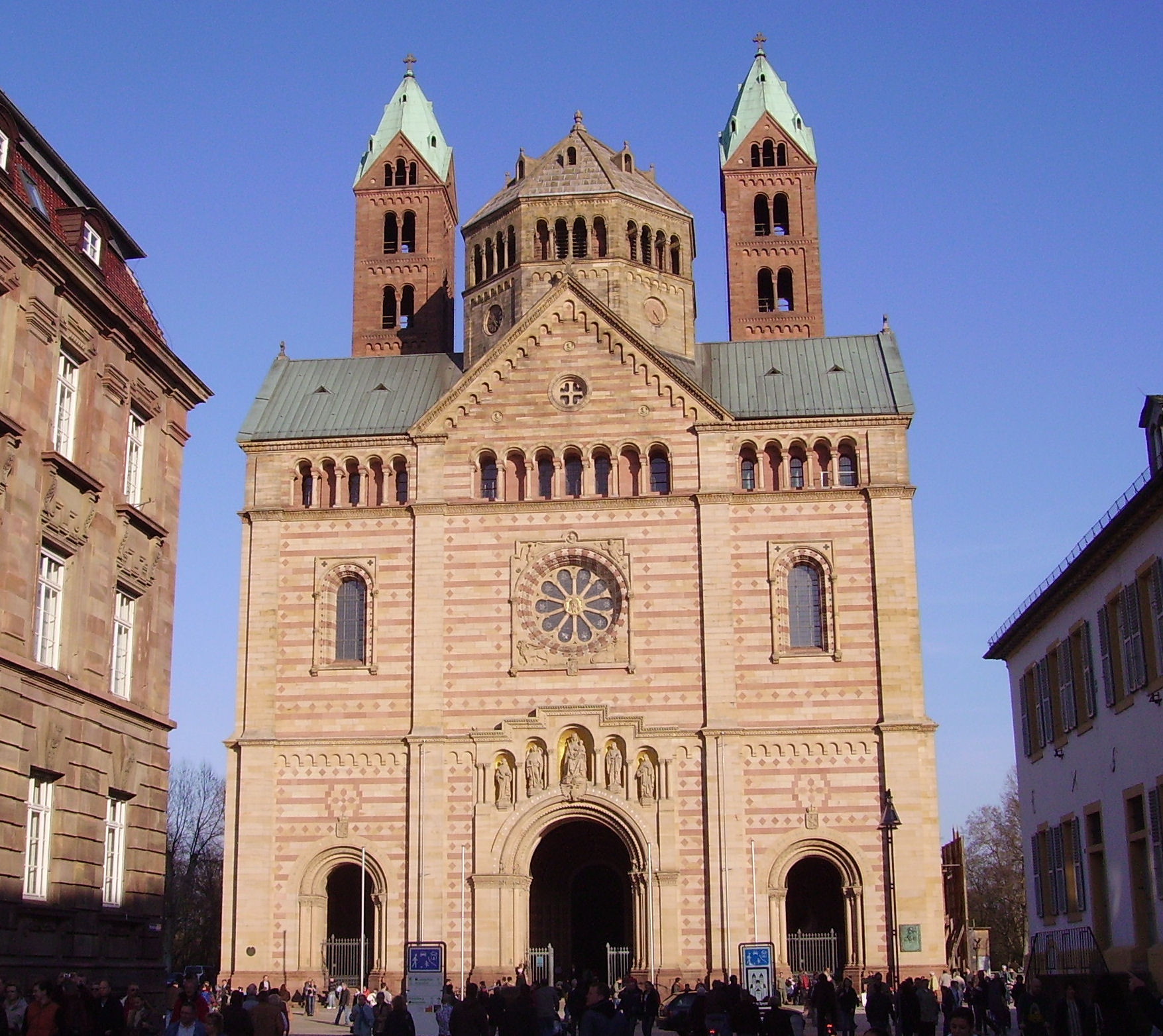
Cathédrale de Spire.
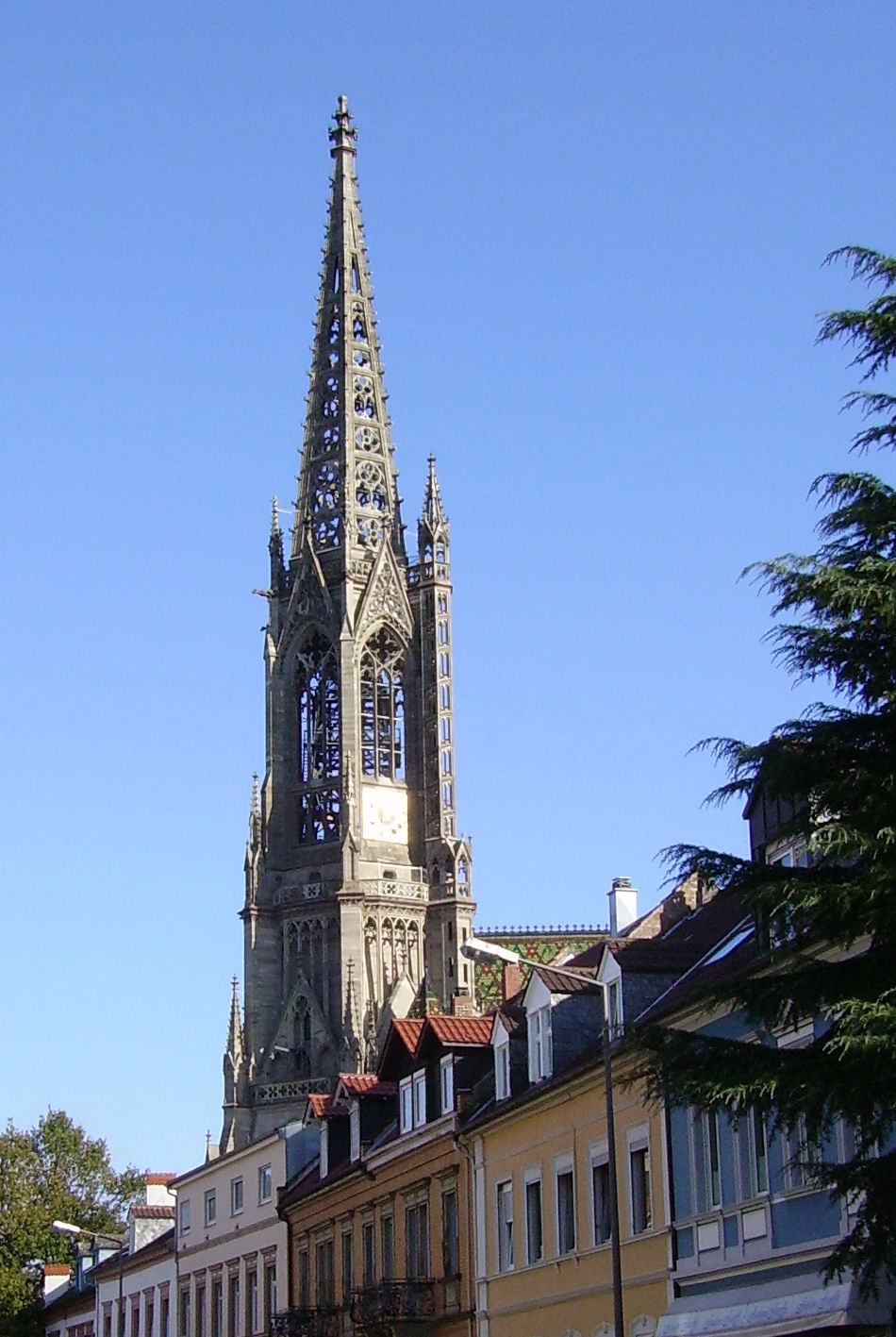
Église de la Commémoration.
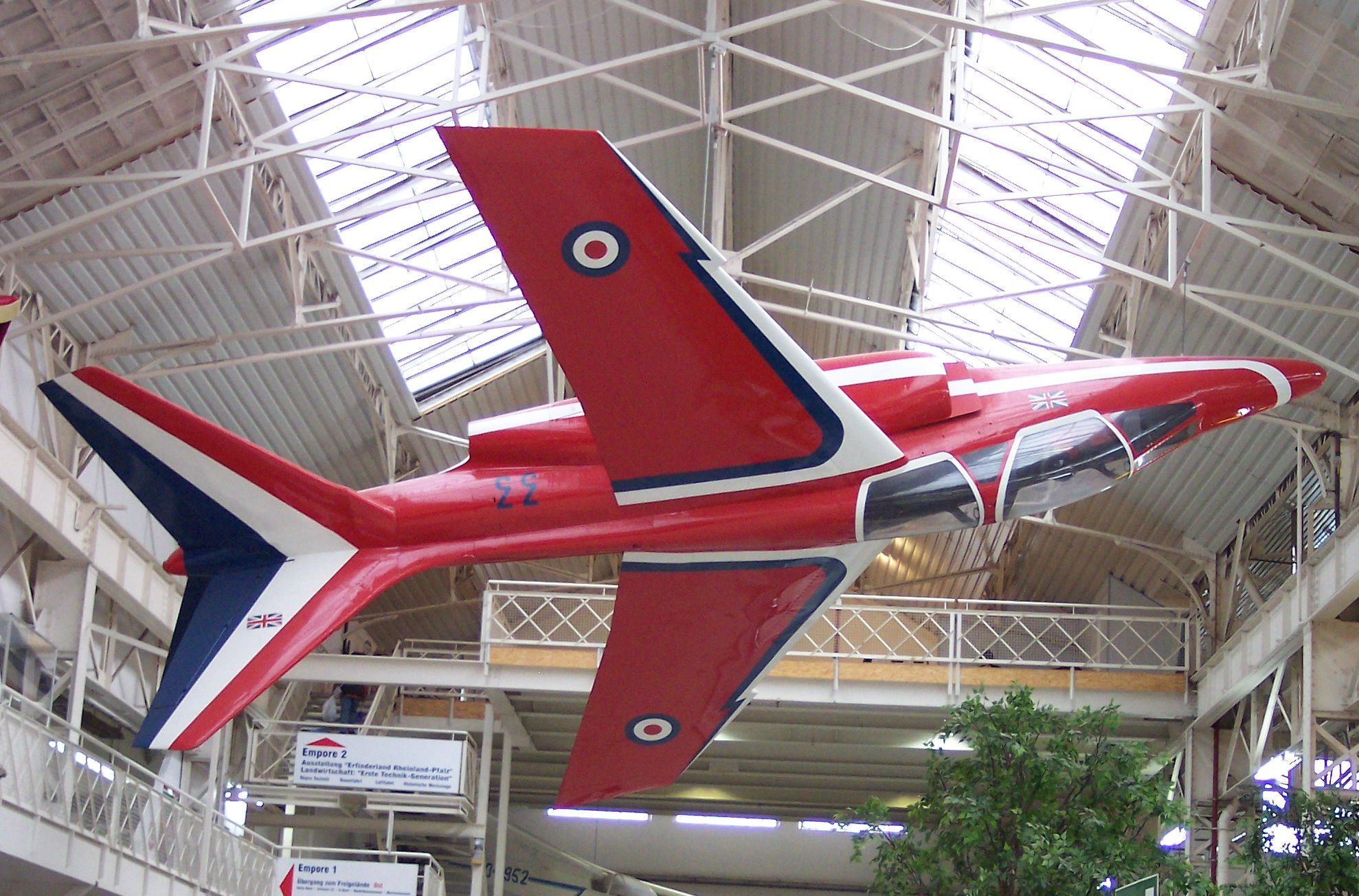
Musée des techniques.
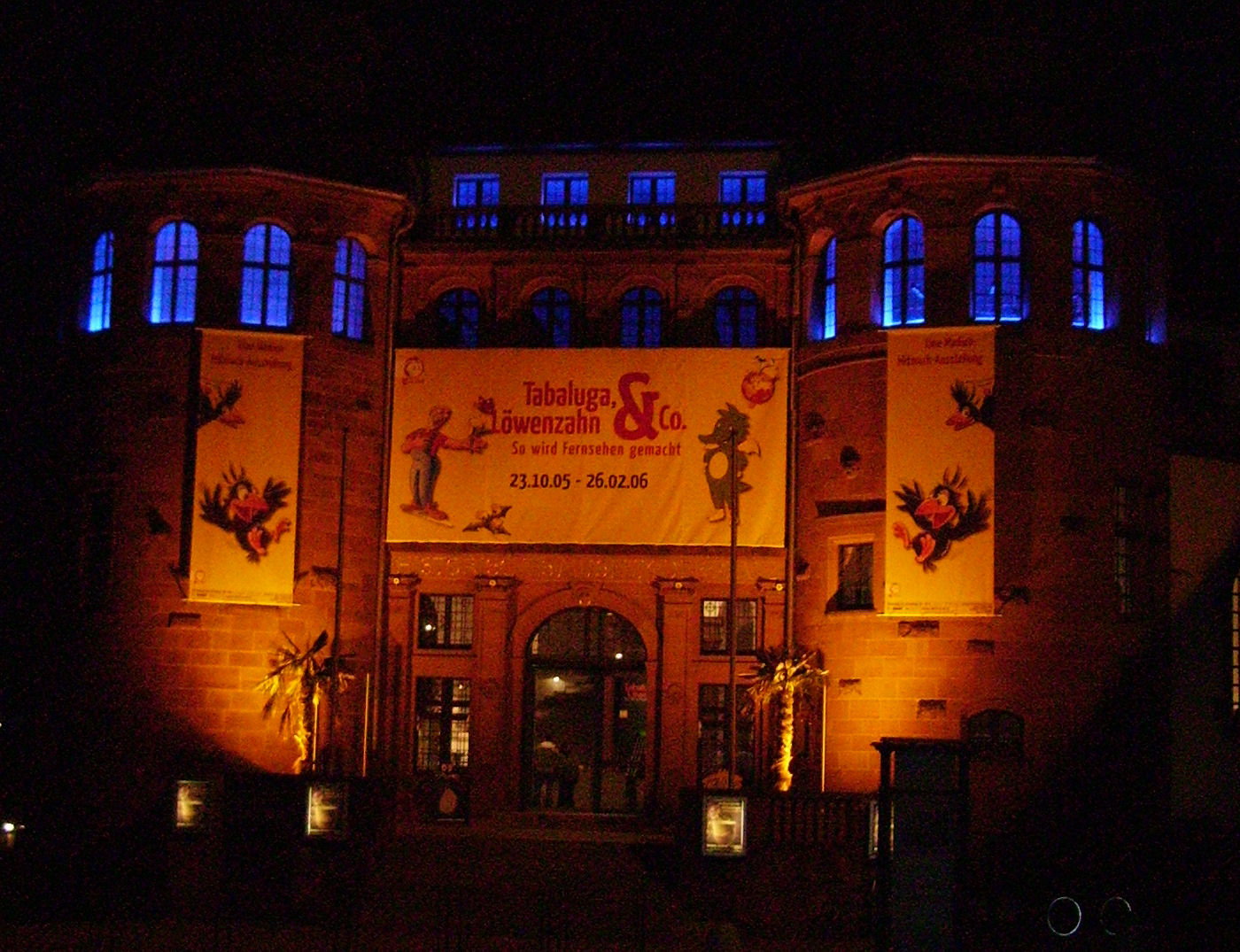
Musée historique du Palatinat.
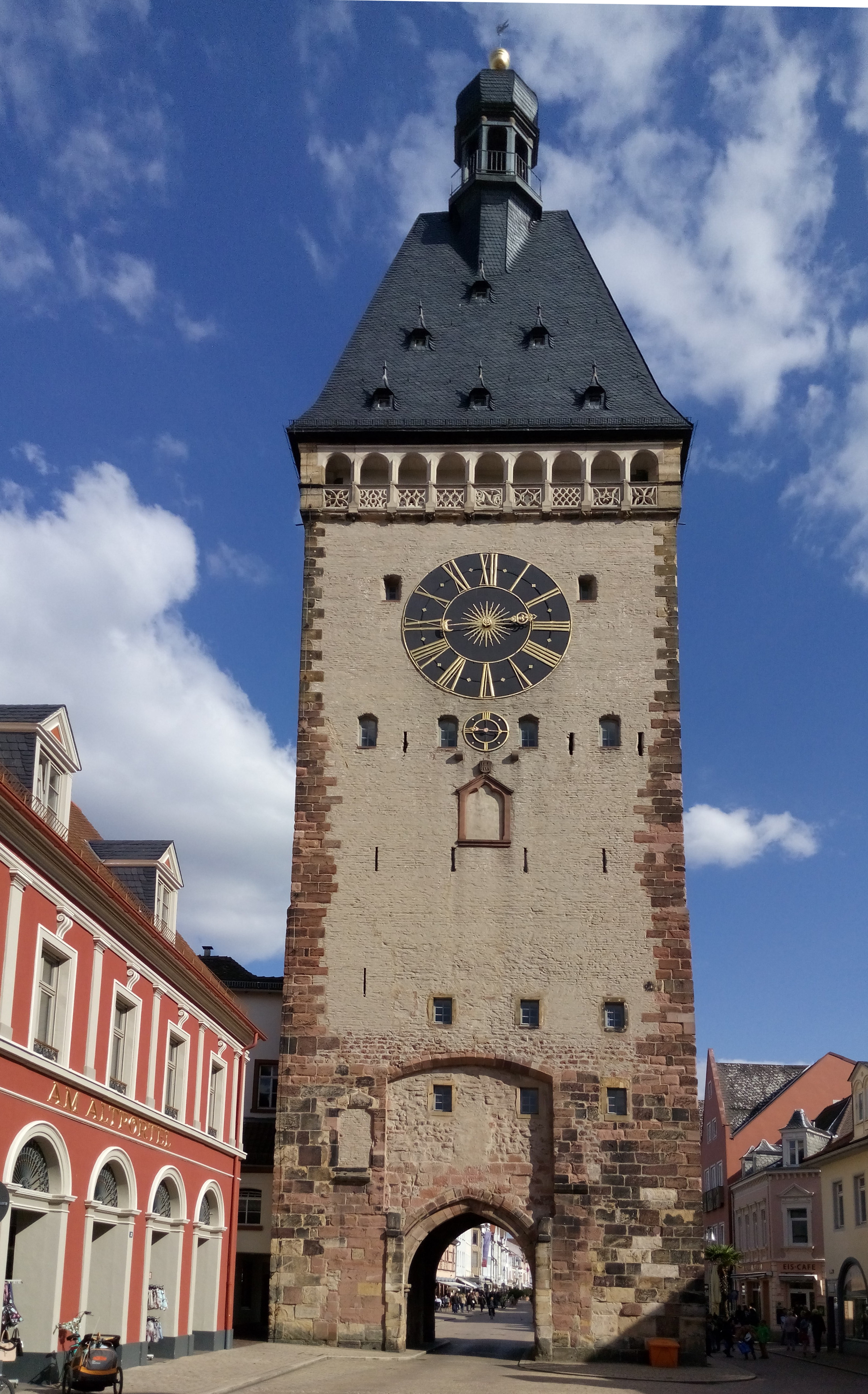
La vieille porte (Altpörtel).
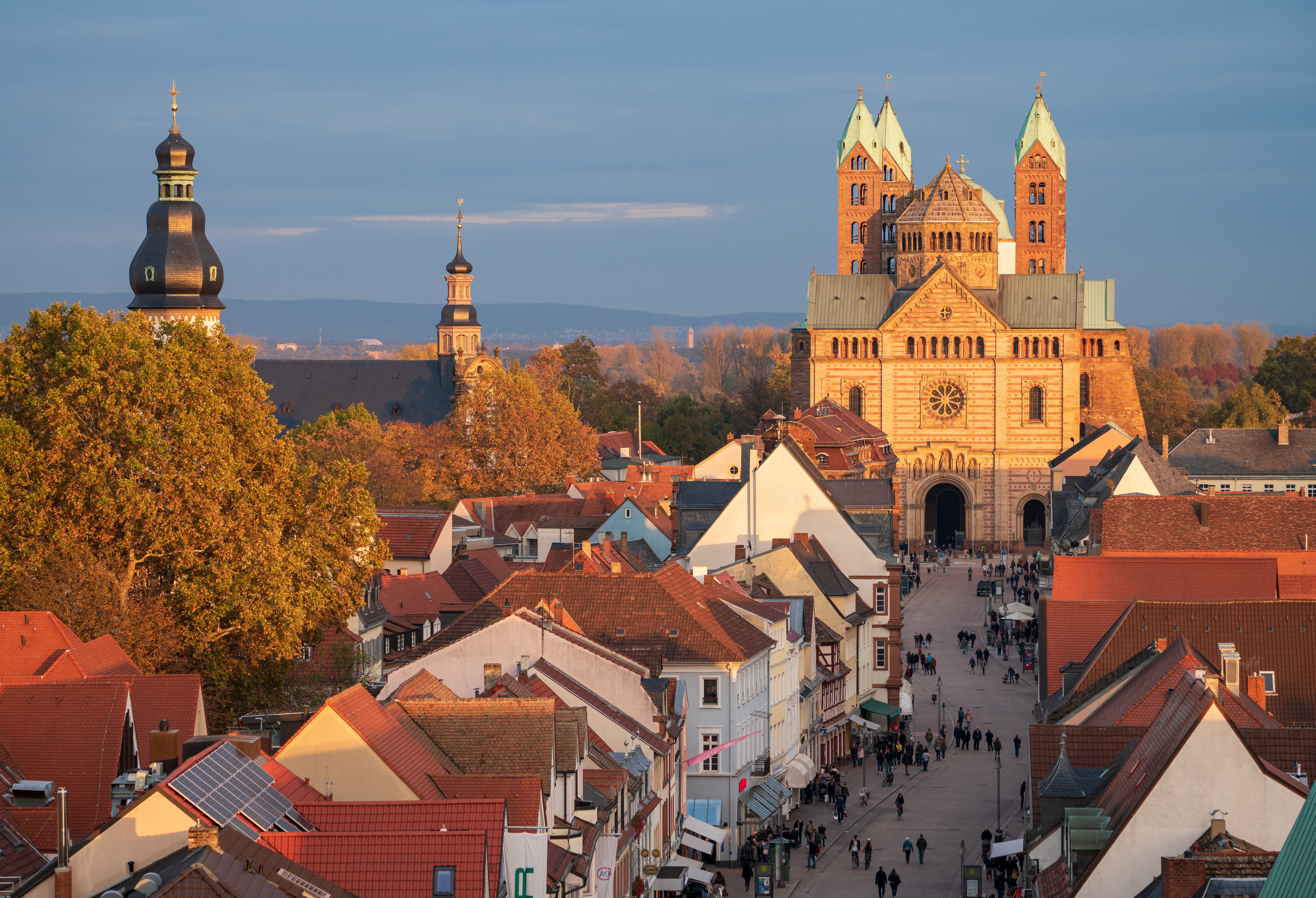
Spire, avec l'église Saint-Georges, la Dreifaltigkeitskirche (Speyer) (de), la rue Maximilien, l'église St. Georg (Hockenheim) (de), et la cathédrale Notre-Dame-de-l'Assomption-et-Saint-Étienne de Spire. Novembre 2018.
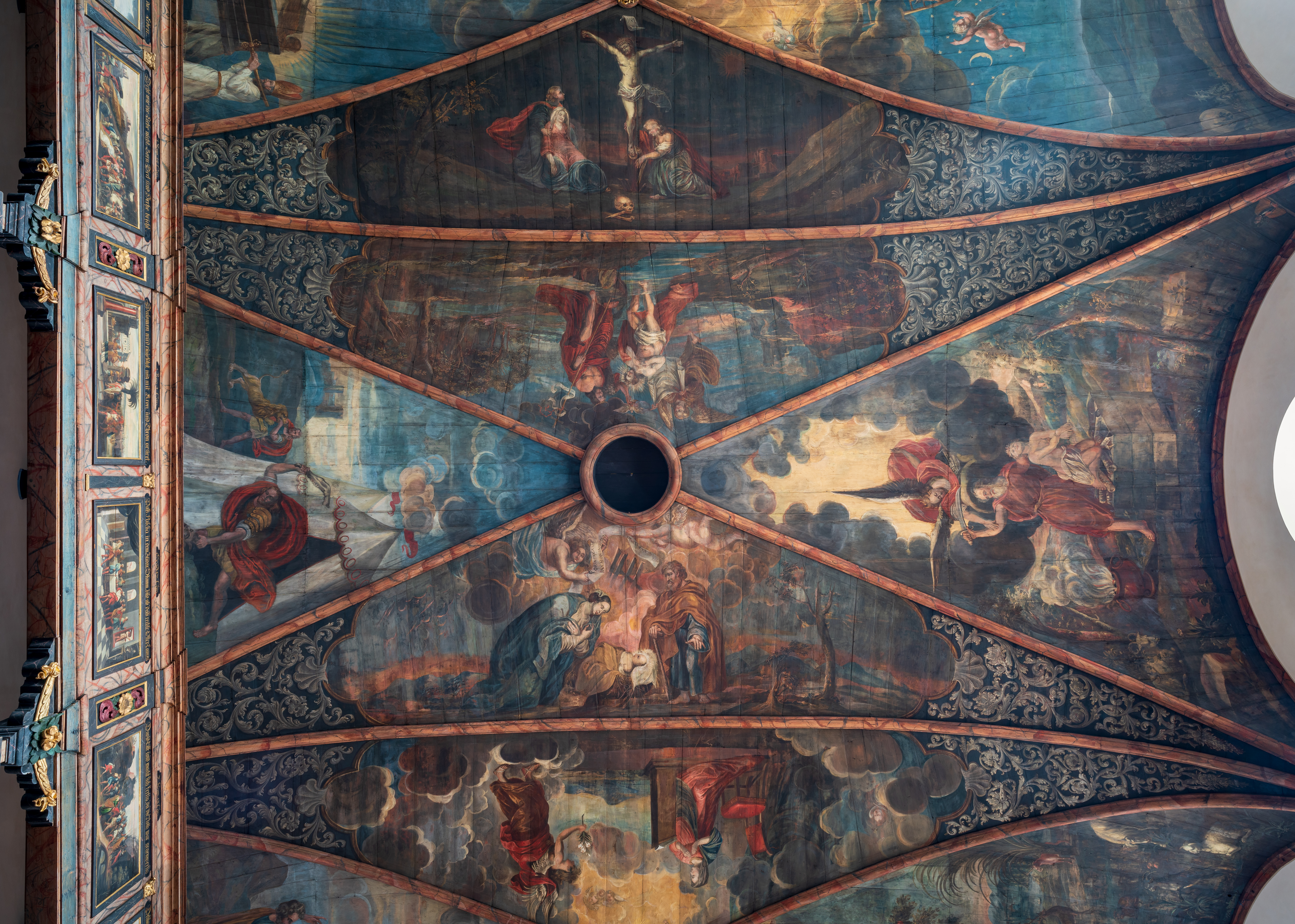
Au plafond de la Dreifaltigkeitskirche, peintures du XVIIIe siècle.

## Littérature
Victor Hugo l'évoque dans ses lettres fictives de récit de voyage Le Rhin (1842).

## Personnalités liées à la ville
- Johann Henrich Ursinus (1608-1667), né à Spire, théologien luthérien allemand.
- Hans Marsilius Purrmann (1880-1966), né à Spire, artiste peintre.
- Charlotte Kerner (1950-), née à Spire, autrice de science-fiction féministe et journaliste allemande.

## Jumelages
Spire est jumelée avec :
- Spalding (Royaume-Uni) depuis 1956 ;
- Chartres (France) depuis 1959 ;
- Koursk (Russie) depuis 1989 ;
- Ravenne (Italie) depuis 1989 ;
- Gniezno (Pologne) depuis 1992 ;
- Yavné (Israël) depuis 1998 ;
- Karengera (Rwanda) depuis 2002 ;
- Fuzhou (Chine) depuis 2007.